# Viscount Cowdray

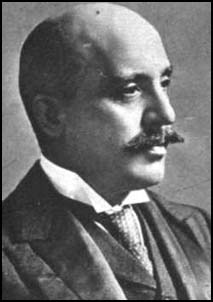
Weetman Pearson, 1. Viscount Cowdray

Viscount Cowdray, of Cowdray in the County of West Sussex, ist ein erblicher britischer Adelstitel in der Peerage of the United Kingdom.
Familiensitz der Viscounts ist Cowdray House bei Midhurst in Sussex.

## Verleihung und nachgeordnete Titel
Der Titel wurde am 2. Januar 1917 für den Industriellen und Politiker Weetman Pearson, 1. Baron Cowdray geschaffen. Dieser war geschäftsführender Inhaber der Mediengruppe Pearson und war am 26. Juni 1894 zum Baronet, of Paddockhurst, in the Parish of Worth, in the County of Sussex, and of Airlie Gardens, in the Parish of St. Mary Abbots, Kensington, in the County of London, sowie am 16. Juli 1910 zum Baron Cowdray, of Midhurst in the County of Sussex, erhoben worden.
Heutiger Titelinhaber ist seit 1995 dessen Urenkel Michael Pearson als 4. Viscount.

## Liste der Viscounts Cowdray (1917)
- Weetman Pearson, 1. Viscount Cowdray (1856–1927)
- Harold Pearson, 2. Viscount Cowdray (1882–1933)
- Weetman Pearson, 3. Viscount Cowdray (1910–1995)
- Michael Pearson, 4. Viscount Cowdray (* 1944)

Titelerbe (Heir apparent) ist der Sohn des aktuellen Titelinhabers, Hon. Peregrine Pearson (* 1994).